# Mur de douane et d'accise de Berlin

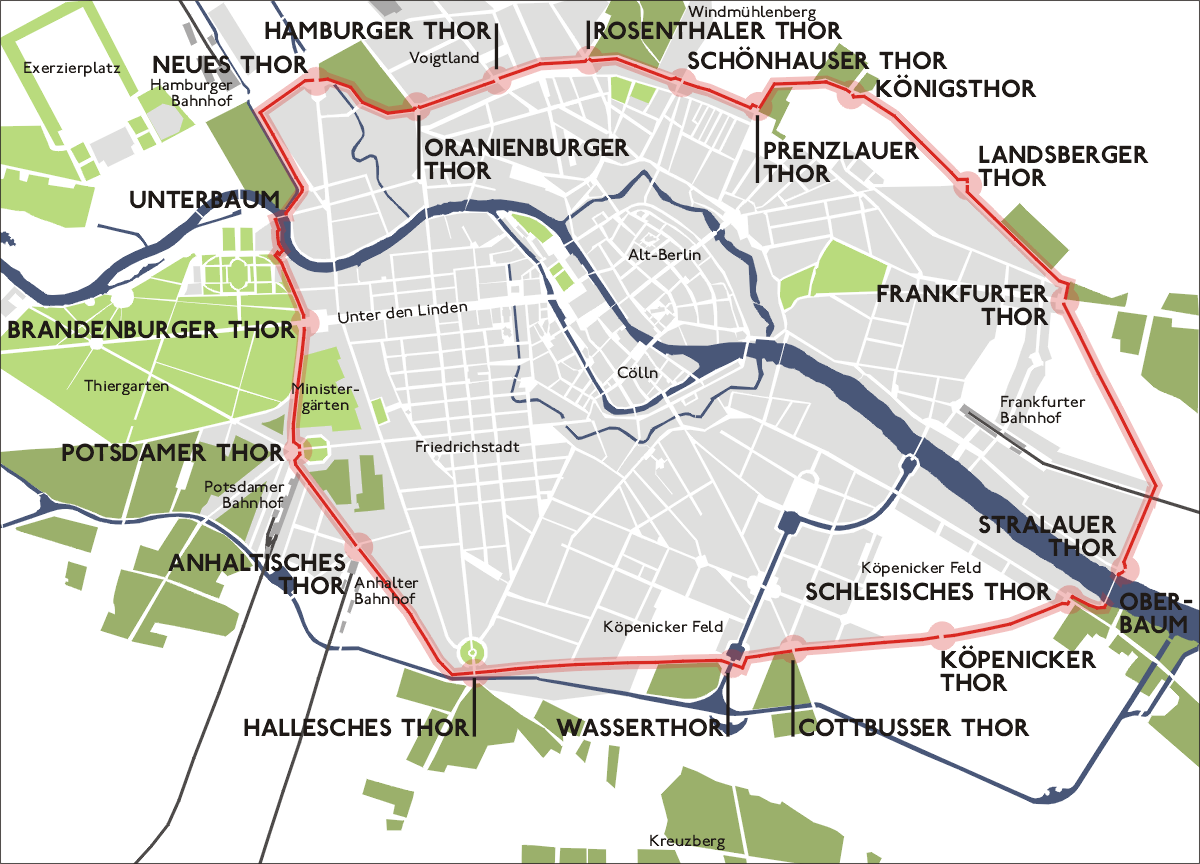
Tracé du mur (en rouge) et situation des portes (en rose) en 1855

Le Mur de douane et d'accise de Berlin (Berliner Zoll- und Akzisemauer) ou simplement Mur de douane (Zollmauer) est un ancien mur d'octroi de Berlin.
Il incluait la forteresse de Berlin, composée du Vieux-Berlin (Alt-Berlin), Cölln, Friedrichswerder et Neu-Cölln am Wasser, ainsi que les faubourgs de Spandau (Spandauer Vorstadt), Königsvorstadt, Stralau (Stralauer Vorstadt), Cöpenick (Cöpenicker Vorstadt, renommé comme Luisenstadt), Friedrichstadt et Dorotheenstadt.

## Tracé et portes
Le site d’Oberbaum désignait la partie de cette enceinte où le cours amont de la Spree rejoint Berlin. C'était à l'origine, comme le nom l'indique, un tronc d'arbre, emporté en 1724 par une crue de la Spree, qui créa par la suite une retenue d'eau. Ce seuil improvisé empêchait d'ailleurs les navires qui ne s'étaient pas enregistrés à l'octroi, de pénétrer dans l'enceinte urbaine. À cette fin, la largeur restante de la Spree avait été barrée en son milieu (à l'exception d'un petit pertuis) par un barrage à aiguilles. De nuit, les autorités fermaient le pertuis en engageant le tronc, planté de gros clous en fer pour sa manutention. L'urbanisation du faubourg de Stralau (aujourd'hui un quartier de Berlin-Friedrichshain) s'accompagna d'une rectification du lit de la rivière plus à l'est.
La mémoire de l’Oberbaum se perpétue à Friedrichshain avec la rue Am Oberbaum, Oberbaum City le pont d’Oberbaumbrücke.
L'extrémité aval de l'enceinte s'appelait, symétriquement, Unterbaum. On voit aujourd'hui à cet emplacement le pont du Kronprinz.

### Portes
Liste des dix-huit portes numérotées dans le sens des aiguilles d'une montre à partir de la Porte de Brandebourg :
| N° | Nom en allemand   | Nom en français         | Inspiration du nom               | Situation                                                                  | Date d'ouverture |
| -- | ----------------- | ----------------------- | -------------------------------- | -------------------------------------------------------------------------- | ---------------- |
| 1  | Brandenburger Tor | Porte de Brandebourg    | Brandebourg                      | Pariser Platz / Platz des 18. März                                         | Années 1730      |
| 2  | Neues Tor         | Porte Neuve (de)        |                                  | Platz vor dem Neuen Tor / Robert-Koch-Platz                                | 1832             |
| 3  | Oranienburger Tor | Porte d'Oranienbourg    | Oranienbourg                     | Friedrichstraße / Hannoversche Straße / Torstraße                          | Années 1730      |
| 4  | Hamburger Tor     | Porte de Hambourg (de)  | Hambourg                         | Kleine Hamburger Straße / Torstraße                                        | Années 1730      |
| 5  | Rosenthaler Tor   | Porte de Rosenthal      | Berlin-Rosenthal                 | Rosenthaler Platz                                                          | Années 1730      |
| 6  | Schönhauser Tor   | Porte de Schönhausen    | Berlin-Niederschönhausen         | Schönhauser Allee / Torstraße                                              | Années 1730      |
| 7  | Prenzlauer Tor    | Porte de Prenzlau       | Prenzlau                         | Prenzlauer Allee / Torstraße                                               | Années 1730      |
| 8  | Königstor         | Porte du Roi (de)       | Frédéric-Guillaume III de Prusse | Otto-Braun-Straße / Platz am Königstor                                     | Années 1730      |
| 9  | Landsberger Tor   | Porte de Landsberg (de) | Altlandsberg                     | Friedenstraße / Landsberger Allee                                          | Années 1730      |
| 10 | Frankfurter Tor   | Porte de Francfort      | Francfort-sur-l'Oder             | Frankfurter Allee / Weberwiese                                             | Années 1730      |
| 11 | Stralauer Tor     | Porte de Stralau (de)   | Berlin-Stralau (de)              | Stralauer Allee / Warschauer Straße                                        | Années 1730      |
| 12 | Schlesisches Tor  | Porte de Silésie (de)   | Silésie                          | Köpenicker Straße / Oberbaumstraße / Schlesische Straße / Skalitzer Straße | Années 1730      |
| 13 | Köpenicker Tor    | Porte de Köpenick       | Berlin-Köpenick                  | Lausitzer Platz                                                            | 1842             |
| 14 | Kottbusser Tor    | Porte de Cottbus        | Cottbus                          | Kottbusser Tor                                                             | Années 1730      |
| 15 | Wassertor         | Porte de l'Eau          | Canal de Luisenstadt             | Wassertorplatz                                                             | 1848             |
| 16 | Hallesches Tor    | Porte de Halle          | Halle-sur-Saale                  | Gitschiner Straße / Hallesches Ufer / Mehringplatz                         | Années 1730      |
| 17 | Anhalter Tor      | Porte d'Anhalt (de)     | Duché d'Anhalt                   | Askanischer Platz                                                          | 1839/1840        |
| 18 | Potsdamer Tor     | Porte de Potsdam        | Potsdam                          | Leipziger Platz / Potsdamer Platz                                          | Années 1730      |